# Elecciones a la Cámara de Representantes de Filipinas de 2025
Las elecciones a la Cámara de Representantes de Filipinas de 2025 fue la 37° elecciones de la Cámara Baja en Filipinas. La elección se llevará a cabo el 12 de mayo de 2025, en el mismo día se realizarán las elecciones al Senado. En esta elección se elegirán los 316 escaños de la Cámara de Representantes, se necesitan 159 para la mayoría.

## Antecedentes
En las elecciones de 2022, los partidos alineados con la Alianza UniTeam y el eventual presidente Bongbong Marcos obtuvieron una supermayoría de escaños en la Cámara de Representantes de Filipinas. Los observadores políticos señalaron que, entre los elegidos para la cámara, la mayoría provenía de familias adineradas e influyentes, lo que se asoció con los incidentes de compra de votos observados en las elecciones.
Tras la apertura del XIX Congreso de Filipinas, el representante Martín Romualdez, del primer distrito de Leyte y primo del presidente Marcos, fue elegido presidente de la Cámara de Representantes sin oposición. Los medios de comunicación han señalado que varios puestos en la cúpula de la Cámara fueron asignados a representantes relacionados con la familia Marcos, incluyendo al vicelíder de la mayoría, Sandro Marcos, hijo del presidente Marcos, y a la presidenta del comité de cuentas, Yedda Marie Romualdez, esposa del presidente Romualdez.

## Sistema electoral
En Filipinas se utiliza el voto paralelo por sus elecciones de la cámara baja. Para esta elección, habrá 317 escaños en la Cámara de Representantes; 253 de ellos son representantes de distrito y 63 son representantes de listas de partidos.
La ley filipina exige que haya un representante en la lista de partidos por cada cuatro representantes de distrito. Los representantes de distrito se eligen según el sistema de primeros puestos de los distritos uninominales. Los representantes de las listas de partidos se eligen a través de la votación a nivel nacional con un umbral de elección del 2% , y un partido no gana más de tres escaños. El partido con más votos suele ganar tres escaños, luego los otros partidos con más del 2% de los votos dos escaños. En este punto, si no se llenan todos los escaños de la lista de partidos, los partidos con menos del 2% de los votos ganarán un escaño cada uno hasta que se llenen todos los escaños de la lista de partidos. El sistema electoral, con el umbral del 2% y el tope de 3 escaños, fomenta la división de votos; De hecho, varios partidos han explotado esto, creando listas de partidos separadas para cada sector para no desperdiciar su voto en un solo partido.